# 瓦爾特斯哈根巴赫河

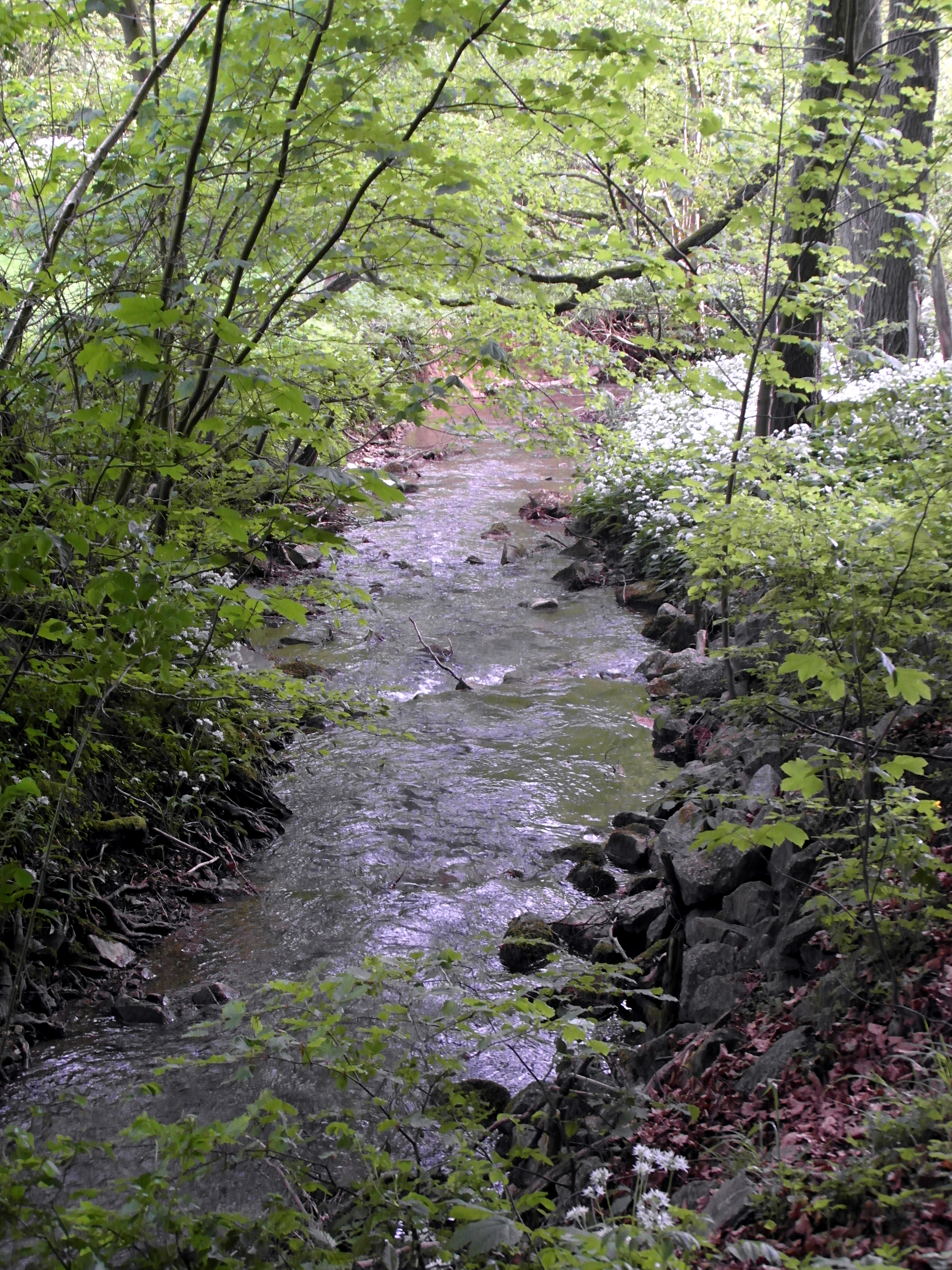
瓦爾特斯哈根巴赫河

52°15′14″N 9°22′43″E / 52.253920°N 9.378683°E
瓦爾特斯哈根巴赫河（德語：Waltershagener Bach），是德國的河流，位於該國西北部，由下薩克森州負責管轄，屬於羅登貝格奧厄河的右支流，流經哈默爾恩-皮爾蒙特縣和紹姆堡縣，河道全長8.5公里。